# Internationale Konflikte der Nachfolgestaaten Jugoslawiens
Mit dem Zerfall Jugoslawiens Anfang der 1990er-Jahre kam es zu zahlreichen internationalen Konflikten unter den Nachfolgestaaten Jugoslawiens. Es flackerten aber auch zahlreiche ruhende Konflikte zu anderen Staaten Europas neu auf, welche die neuentstandenen Staaten nun zu lösen haben.
Zu den größten Konflikten unter den Nachfolgestaaten Jugoslawiens gehören die kriegerischen Auseinandersetzungen, welche der Unabhängigkeitserklärung von Slowenien und Kroatien im Jahre 1991 folgten. Heute werden die Beziehungen der EU mit der Exklave der noch nicht beigetretenen Nachfolgestaaten (unter Einbezug von Albanien) unter dem Begriff Westbalkan zusammengefasst.

## Grenzkonflikte

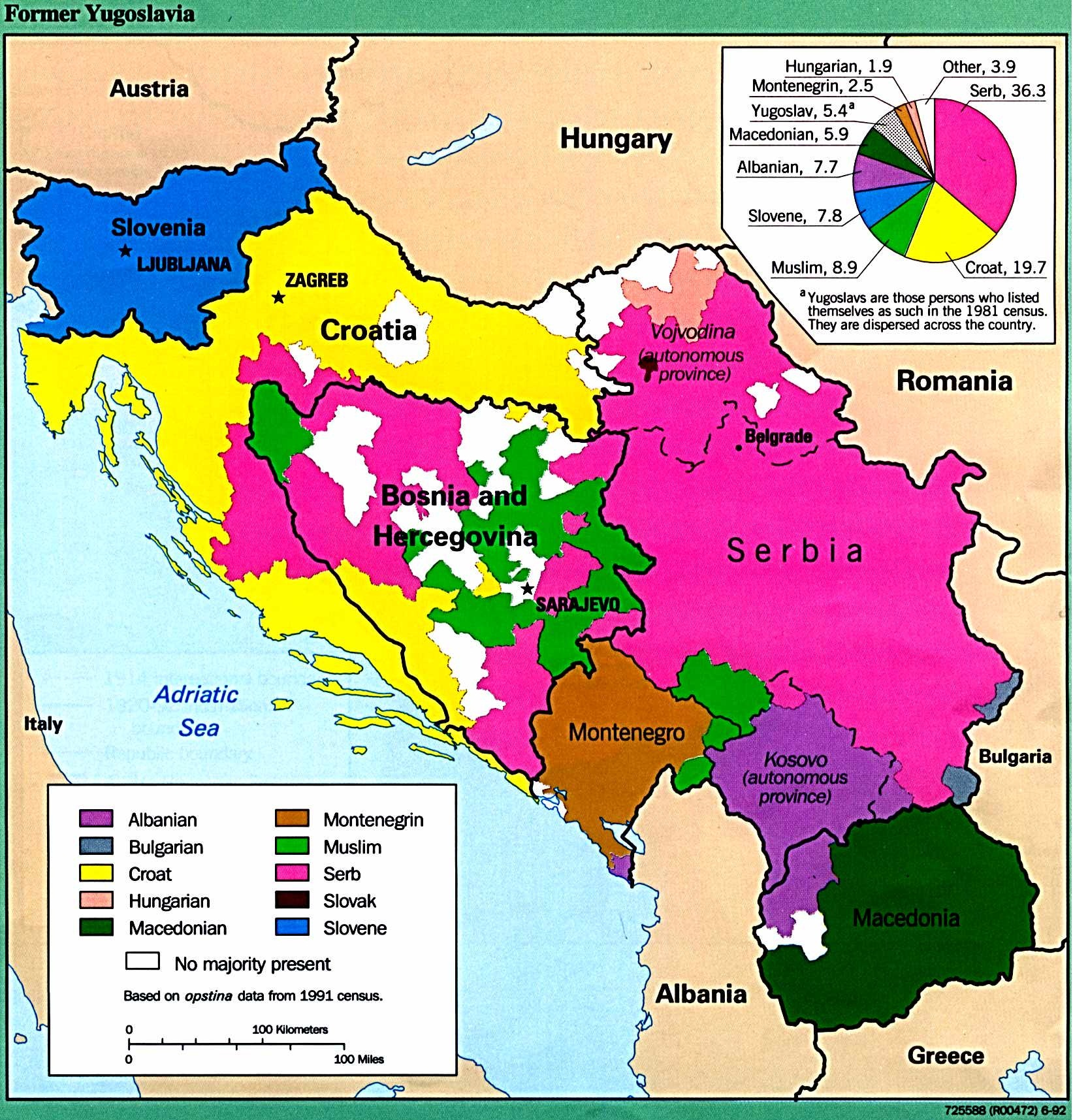
Ethnische Zusammensetzung Jugoslawiens laut Volkszählung 1991

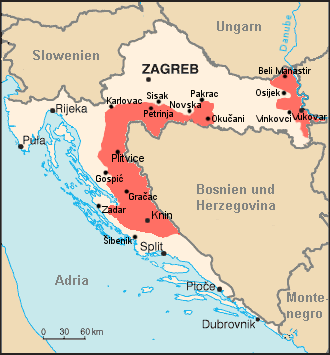
Gebiete der „Republik Serbische Krajina“

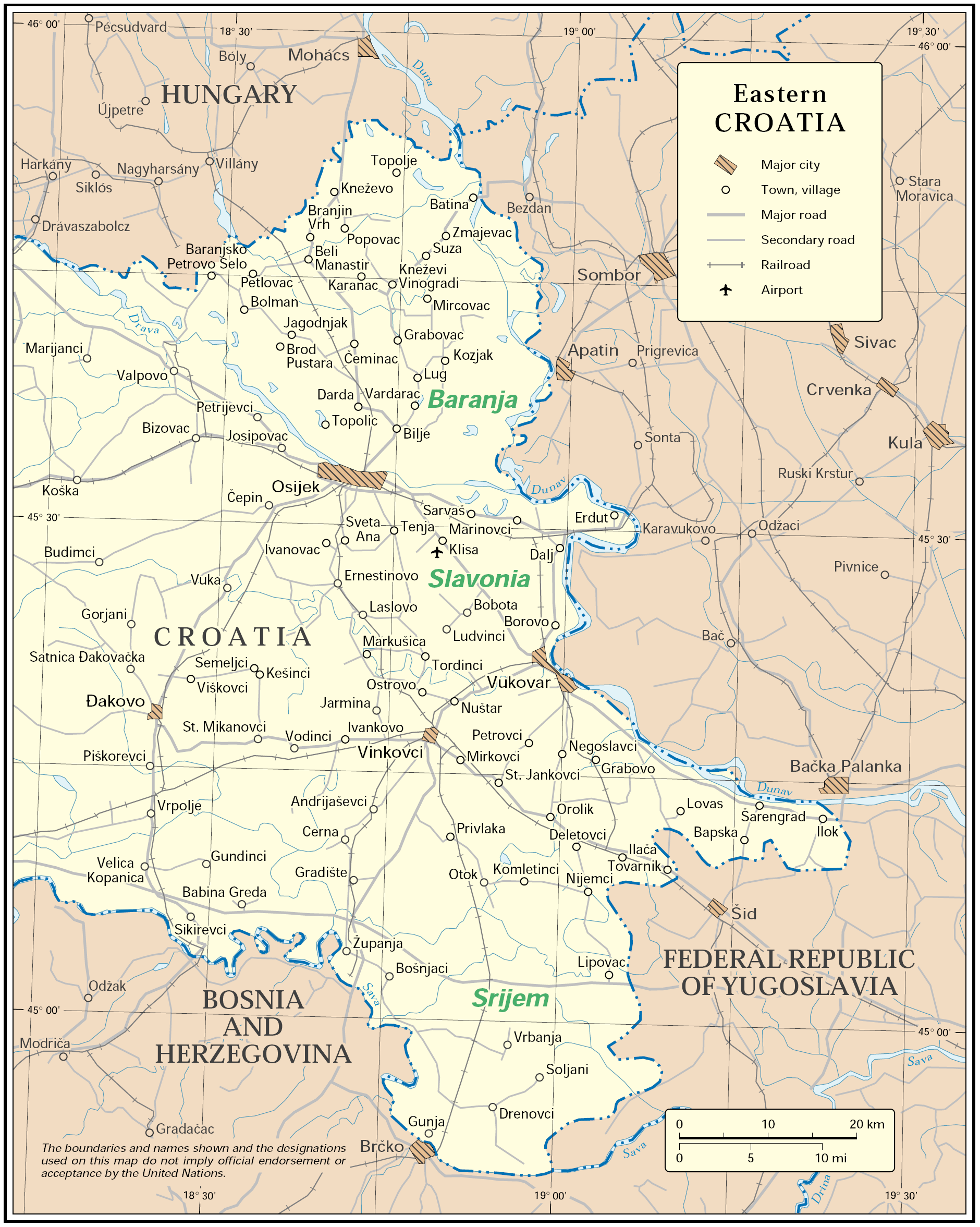
Die Grenze zwischen Kroatien und Serbien

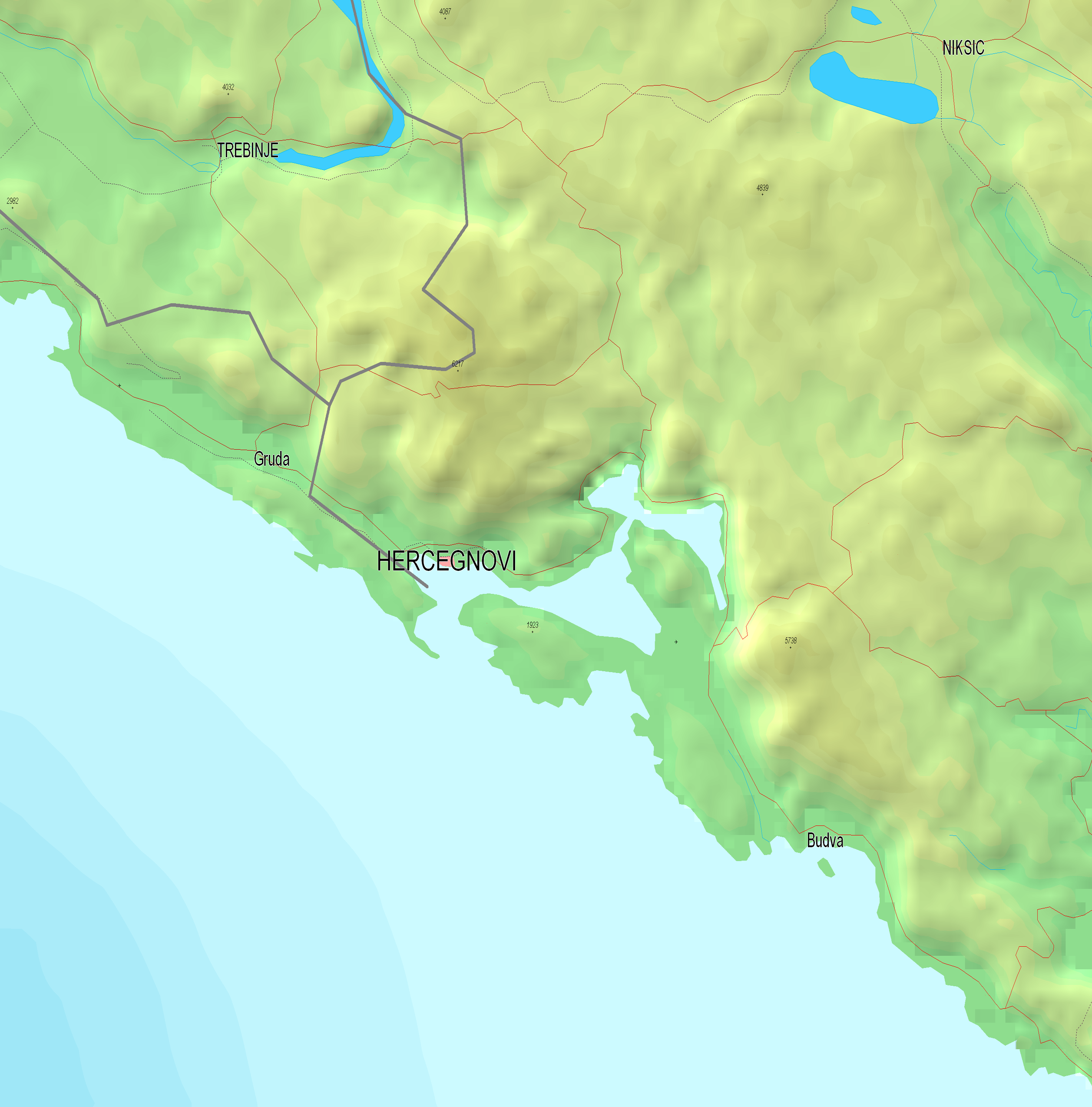
Die Bucht von Kotor

### Der Zerfall Jugoslawiens
Nach der Unabhängigkeitserklärung von Kroatien und Slowenien begann im September 1991 unter der Führung von Peter Carrington in Den Haag die Jugoslawien-Friedenskonferenz. Das von der Europäischen Gemeinschaft eingesetzte Schiedskomitee unter der Leitung des einstigen französischen Justizministers Robert Badinter lieferte in den folgenden Monaten mehrere Rechtsgutachten zur völkerrechtlichen Lage in den Staaten des ehemaligen Jugoslawiens. Am 7. Dezember 1991 erklärte die Badinter-Kommission (serb./kroat./bosn. Badinterova komisija), dass es sich bei den Vorgängen „nicht um Abspaltung, sondern um einen Zerfall“ des ehemaligen Jugoslawien handele. Diese Definition wurde daraufhin in allen völkerrechtlichen Dokumenten verwendet. Die Grenzen der ehemaligen Teilrepubliken wurden beibehalten und gemäß dem völkerrechtlichen Prinzip uti juris possidetis (deutsch was ihr besitzt, das sollt ihr besitzen) zu nationalen Grenzen erklärt.
Ein Teil der serbischen nationalen Minderheit rief in Teilen Kroatiens, in denen sie die Mehrheit stellte, die Republik Serbische Krajina (RSK) aus, die fast ein Drittel des kroatischen Staatsterritoriums umfasste. Nahezu alle Nicht-Serben flohen daraufhin aus diesem Gebiet oder wurden vertrieben. Der größte Teil der RSK wurde 1995 mit militärischer Gewalt (Operationen Bljesak und Oluja) schließlich reintegriert, während die restlichen Gebiete in Ostslawonien nach dem Abkommen von Erdut zunächst unter eine UN-Übergangsverwaltung (UNTAES-Mission) gestellt und erst 1998 vollständig in den kroatischen Staat eingegliedert wurden.

### Landgrenzen

#### Die Grenze zwischen Kroatien und Serbien
Der Grenzverlauf zwischen Serbien und Kroatien entlang der Donau ist bis heute umstritten. Während Serbien sich für eine Abgrenzung entlang der Mitte des Flusses einsetzt, wie an der ungarisch-slowakischen, serbisch-rumänischen oder rumänisch-bulgarischen Grenze, beansprucht Kroatien die Grenzen auf Basis ehemaliger Katastergemeinden, wodurch 11.500 Hektar Land an Kroatien entfiele und 900 Hektar Land an Serbien. Dem Grenzverlauf auf Basis von Katastergemeinden zufolge und laut Badinter-Kommission gehören einige kleine, aber sehr fruchtbare Gebiete jenseits der Donau zu Kroatien.
Da die Donau in den letzten Jahrhunderten ihren Lauf um einige Kilometer änderte, verlief die Grenze nicht immer in der Mitte des Flusses, sondern entlang von Altarmen der Donau, oder es entstanden Flussinseln, welche zwar ins serbische Territorium hineinragten, aber zu Kroatien gehörten. Im Abkommen von Erdut, das von der kroatischen Regierung und einer serbischen Delegation 1998 unterzeichnet wurde, wurde Ostslawonien, das unter der Kontrolle serbischer Aufständischer war, wieder der kroatischen Verwaltung unterstellt. Damals wurde der Grenzverlauf vorläufig als der Mittellauf der Donau definiert. Daher übernahmen serbisch-montenegrinische Streitkräfte die Kontrolle über die umstrittenen Donauinseln (darunter die Šarengradska Ada und die Vukovarska Ada), die sich an der serbischen Flussseite befinden.
Auch nach diesem Abkommen kam es vereinzelt zu Zwischenfällen von Kroaten mit serbischen Militär-Patrouillenbooten auf der Donau. Mittlerweile übernahmen serbische Polizeikräfte den Grenzschutz. Die Gesamtfläche der umstrittenen Gebiete, die heute unter serbischer Verwaltung stehen, beträgt 115 km².

#### Die Grenze zwischen Kroatien und Montenegro
Den südlichsten Punkt Kroatiens stellt die Halbinsel Prevlaka links vom Eingang der Bucht dar. Unmittelbar angrenzend liegt die Bucht von Kotor, die nun in Montenegro liegt. An der Bucht von Kotor lebt seit Jahrhunderten eine kroatische Minderheit. Montenegro war nach dem Krieg zunächst Teil des seinerzeit „Restjugoslawien“ genannten Staates Serbien und Montenegro. Die Halbinsel Prevlaka war lange Zeit umstritten, da von diesem Punkt aus die gesamte Einfahrt in die Bucht von Kotor kontrolliert werden kann. Nahezu die gesamte Militärflotte der ehemaligen Jugoslawischen Volksarmee (JNA) war in Montenegro stationiert. Die zentrale Verwaltung für Montenegro befand sich in Belgrad, weshalb eine Problemlösung lange Zeit in Frage stand. Serbien–Montenegro akzeptierte später, dass die Halbinsel Prevlaka zu Kroatien gehört. 1996–2002 wurde hier sogar eine eigenständige UN-Mission geführt, die United Nations Mission of Observers in Prevlaka (UNMOP).
Allerdings gibt es nach wie vor Uneinigkeit bezüglich der zugehörigen Grenze in der Adria, insbesondere in Hinblick auf vermutete Erdöl- und Erdgasvorkommen in diesem Bereich.

#### Die Grenze zwischen Bosnien und Herzegowina und Montenegro
Unweit der Halbinsel Prevlaka befindet sich im vorderen Teil der Bucht von Kotor das Gebiet der (früheren) Gemeinde Sutorina, das bis 1946 zu Bosnien und Herzegowina gehörte und damit neben Neum einen zweiten Zugang des Landes zum Meer darstellte. Zu dem 75 Quadratkilometer großen Gebiet gehört auch der Ort Igalo und das Massiv der Bjelotina; es hat einen 9,3 Kilometer langen Küstenstreifen. In einer Vereinbarung der damaligen Ministerpräsidenten beider jugoslawischer Teilrepubliken wurde das Gebiet 1947 Montenegro zugeschlagen. Dieser Ort hatte früher als Korridor zur Herzegowina gehört, Nach dem Zerfall Jugoslawiens gab es von bosnischer Seite wiederholt Forderungen, das betreffende Gebiet an Bosnien und Herzegowina zurückzugeben. Im zweiten Halbjahr 2014 wurde eine Arbeitsgruppe beider Staaten mit dem Ziel eingerichtet, eine Lösung in dieser Streitfrage herbeizuführen. Im Herbst 2014 brachte der bosnische Abgeordnete Denis Bećirović von der oppositionellen SDP einen Antrag im Parlament von Bosnien und Herzegowina ein, nach dem das Gebiet formal Bosnien und Herzegowina gehören sollte und Montenegro nur ein fortwährendes Nutzungsrecht eingeräumt worden wäre. Dieser Antrag wurde am 14. Mai 2015 von einer Mehrheit im Parlament abgelehnt. Die Regierungen beider Länder betrachten die Angelegenheit damit als abgeschlossen. Am 24. August 2015 unterzeichneten dann – im Zuge der Westbalkankonferenz in Wien – der Präsident Montenegros, Filip Vujanović, und der Vorsitzende des Staatspräsidiums Bosnien-Herzegowinas, Dragan Čović, einen endgültigen Grenzvertrag zwischen den beiden Staaten.

#### Die Grenze zwischen Kroatien und Bosnien-Herzegowina

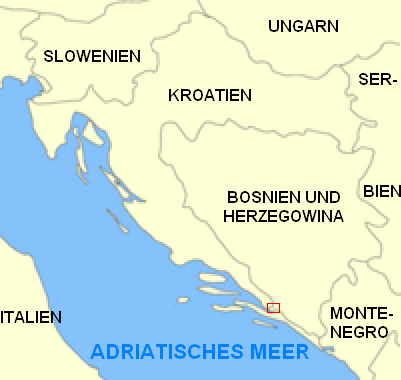
Der Zugang Bosnien-Herzegowinas zum Adriatischen Meer

Die längste Grenze innerhalb des ehemaligen Staatenbundes Jugoslawien stellt die Grenze zwischen Kroatien und Bosnien und Herzegowina dar.
Bei der Ortschaft Neum in Süd-Dalmatien wird das kroatische Staatsgebiet durch einen rund acht Kilometer breiten herzegowinischen Küstenabschnitt durchtrennt. Zur Lösung des Problems wurde 2007 mit den Bauarbeiten an der Pelješac-Brücke begonnen, mit der die beiden kroatischen Landesteile verbunden werden und das bosnisch-herzegowinische Staatsgebiet umgangen werden sollte. Nachdem die Bauarbeiten 2012 vorerst eingestellt worden waren, wurden diese am 30. Juli 2018 fortgesetzt. Die Brücke wurde im Juli 2022 für den Verkehr freigegeben.

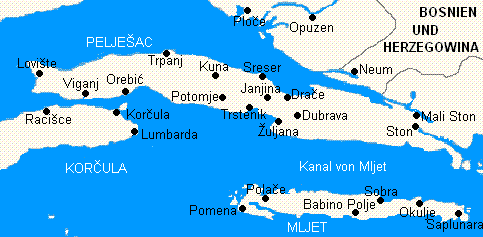
Die zu Kroatien gehörende Halbinsel Pelješac und die Bucht von Neum

Ein Teil der Grenze entlang des Flusses Una bei Martin Brod und einige Dörfer am Fuße des Berges Plješevica gehören katasteramtlich zu Kroatien, während hingegen andere zu Bosnien und Herzegowina gehören. Dies führt zu zahlreichen Grenzüberschreitungen entlang des Tals und behindert die wirtschaftliche Entwicklung in dieser Region. Die Bahnverbindung Zagreb-Bihać-Split ist aus diesen Gründen immer noch ohne Personenverkehr. Die Straße von Karlovac über Bihać nach Knin, die Teil der Europastraße E 71 ist, wird immer weniger befahren, da Kroatien eine neue Autobahn westlich von dieser Route errichtete.
Die Grenzziehung an der Una zwischen den Orten Hrvatska Kostajnica (Kroatien) und Kostajnica (Bosnien und Herzegowina) wird besonders von der kroatischen Seite nicht als eine endgültige Lösung betrachtet. Zu Zeiten der österreichisch-ungarischen Monarchie gehörten beide Teile zu einer Stadt (Kostajnica). Eine Flussinsel zwischen diesen beiden Städten gehört katasteramtlich zu Kroatien, steht aber unter bosnischer Kontrolle. Beide Staaten einigten sich auf die Errichtung einer internationalen Grenzübergangsstelle auf der besagten Insel.
Ein weiteres sehr bedeutendes Problem wird für Kroatien die Sicherung der langen EU-Außengrenze sein. Hier verläuft auch eine der wichtigsten Drogenrouten nach Europa („Balkanroute“). Kroatien wird sich allerdings auch für die Interessen der Kroaten einsetzen, welche auf der anderen Seite der Grenze, in der Herzegowina und in Bosnien leben.
Von großer Bedeutung wird auch die Frage der Doppelstaatsbürgerschaft für die Kroaten in Bosnien und Herzegowina sein. Diese sind aufgrund der derzeitigen Gesetzeslage zu einer Doppelstaatsbürgerschaft berechtigt, ohne Rücksicht auf deren Aufenthaltsort. Nicht-Kroaten können indessen nur die kroatische Staatsbürgerschaft erhalten, wenn sie länger als fünf Jahre in Kroatien gelebt haben.

#### Die Grenze zwischen Slowenien und Kroatien

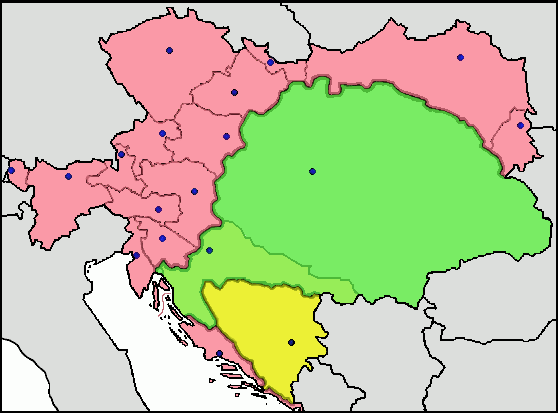
Österreich und Ungarn mit Cisleithanien (rot), Transleithanien (grün) und Bosnien-Herzegowina (gelb).

##### Verlauf der Mur
Seit dem Zerfall des alten Jugoslawien besteht noch immer kein Abkommen über den Verlauf der Staatsgrenzen zwischen Kroatien und Slowenien entlang der Mur. Die Festlegung der Badinter-Kommission hat ihre praktischen Tücken im slowenisch-kroatischen Grenzgebiet, weil gerade dieses Gebiet im ehemaligen Jugoslawien in beiden Katasterregistern aufgeführt wurde. Die Grenze an der Mur ist eine der historisch ältesten Grenzen Europas (früher zwischen Österreich und Ungarn). Die Mur hat mit der Zeit ihren Verlauf etwas geändert und tut dies immer noch. Während in der Bucht von Piran die slowenische Katastergrenze über den Fluss Dragonja hinausreicht, ist es bei der Mur genau umgekehrt. Dort reicht der kroatische Kataster über den Fluss auf die slowenische Seite. Insbesondere 2005, als es zu zahlreichen Überschwemmungen kam, wurden die widersprüchlichen Zuständigkeitsbereiche ersichtlich.
Im Sommer 2006 kam es zu einer Konfliktsituation. Auslöser dafür waren Verbesserungen des Hochwasserschutzes entlang der Mur, die von kroatischer Seite aus veranlasst wurden. Die Bauarbeiten sollten auf kroatischem Katastergebiet stattfinden. Die Parzellen sind jedoch Eigentum slowenischer Besitzer. Kroatien wollte die Maßnahmen zum Flutschutz verbessern, wobei ein kroatischer Bautrupp die Dämme im umstrittenen Gebiet verstärken und eine Brücke über die Mur errichten sollte. Slowenische Grundbesitzer protestierten umgehend bei Premier Janez Janša, der Spezial-Polizeitrupps an die Grenze in das Gebiet des Ortes Hotiza entsandte und dadurch einen Baustopp bewirkte.

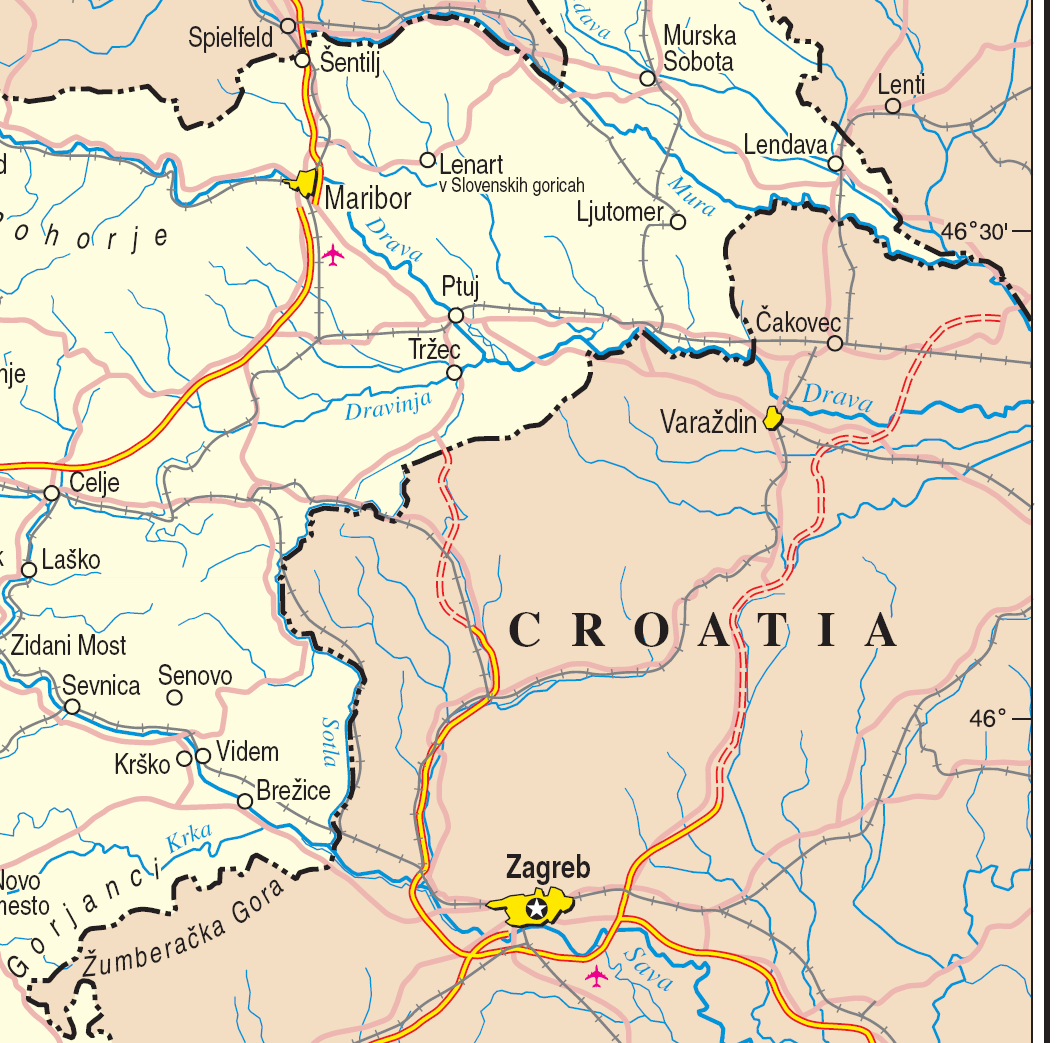
Die Grenze zwischen Kroatien und Slowenien

Anfang September 2006 statteten die Ministerpräsidenten Kroatiens und Sloweniens, Ivo Sanader und Janez Janša, dem Gebiet einen Besuch ab. Beide einigten sich darauf, die Arbeiten durch ein gemeinsames Konsortium durchführen zu lassen und von einer kroatisch-slowenischen Polizeistreife überwachen zu lassen. Slowenische Journalisten wollten in der darauffolgenden Woche diese Streife filmen, als sie zum ersten Mal ausrücken sollte. Obwohl offenbar eine Drehgenehmigung vorlag und die Journalisten die Mur nicht überquerten, verhaftete die kroatische Polizei die Journalisten.
Die Regierung in Ljubljana ergriff sofort die Initiative und entsandte eine schwer bewaffnete Polizei-Sondereinheit, die das slowenische Territorium schützen sollte. Außenminister Dimitrij Rupel wandte sich in einem Brief sofort an die EU-Kommission, die jedoch antwortete, dass es sich um ein rein bilaterales Problem handle, das mit gutem Willen gelöst werden könne.
Die kroatische Außenministerin Kolinda Grabar-Kitarović kritisierte das harsche Vorgehen von Außenminister Rupel als undiplomatisch. Außerdem wurde der slowenischen Seite vorgeworfen, die Grenzprobleme aufzubauschen, da sich all dies im Vorwahlkampf zu den slowenischen Lokalwahlen abspielte. Diese Wahlen sollten der erste große Stimmungstest für die konservative Koalition von Ministerpräsident Janez Janša sein. Lokale Vertreter baten um eine Entfernung der schwerbewaffneten slowenischen Sonderkräfte.

##### Militärische Anlage auf dem Sichelberg
Die militärische Anlage der einstigen Jugoslawischen Volksarmee auf dem Berg Sveta Gera (slowenisch Trdinov vrh, deutsch Sichelberg) sorgte in den 1990er-Jahren für einen diplomatischen Konflikt. Sie wurde 1991 von der Jugoslawischen Volksarmee aufgelöst, in der Folge jedoch von der slowenischen Armee übernommen. Die Militärkaserne befindet sich laut beiderstaatlichem Einvernehmen auf kroatischem Territorium, ist jedoch nur über Slowenien erreichbar.

##### Grenzstreitigkeiten im Gebiet der Dragonja-Mündung
Innerhalb des ehemaligen Jugoslawiens wurde der Flussverlauf der Dragonja als Grenze zwischen den sozialistischen Teilrepubliken Kroatien und Slowenien festgelegt. Die Dragonja mündet südlich vom slowenischen Portorož in das Adriatische Meer, in die Bucht von Piran. Hierbei ist der Flussverlauf ebenfalls problematisch, da die Mündung der Dragonja sehr sumpfiges Gebiet umfasst und ein klarer Grenzverlauf nur schwer festzulegen ist. Slowenien beansprucht die Ortschaften Škudelini, Bužin und Mlini-Škrile, welche sich südlich der Dragonja befinden, für sich. Strittig ist zudem die Grenzfestlegung entlang der Dragonja und des Odorik-Kanals (kroat. Kanal sv. Odorika).
Insbesondere im Mündungsbereich der Dragonja herrschen noch zahlreiche Unklarheiten über den genauen Grenzverlauf. So gibt es zwar eine Grenzübergangsstelle, aber katasteramtlich sind noch nicht alle Grundstücke geregelt (einige Parzellen sind in den Katasterregistern beider Staaten verzeichnet). Somit gelangte vor allem Joško Joras, ein slowenischer Politiker, dessen Haus sich auf dem von beiden Staaten beanspruchten Gebiet südlich der Dragonja befindet, in den letzten Jahren zu großer medialer Aufmerksamkeit. Er weigert sich die kroatische Jurisdiktion anzuerkennen und äußerte in der Vergangenheit oft demonstrativ Zeichen des Protestes (wie das Aushängen der slowenischen Flagge auf seinem Haus und gleichzeitiger Aufschrift, dass dies nie kroatisches Staatsterritorium gewesen sei). So übertrat Joras die von Kroatien beanspruchte Grenzlinie in der Vergangenheit öfter über einen Kiesweg, der von seinem Haus nach Slowenien führt. 2004 kam es sogar zu einem kleineren internationalen Eklat, als eine Gruppe von Politikern der Slowenischen Volkspartei (SLS) Joras einen Besuch abstattete, ohne dabei den kroatischen Grenzposten zu passieren. Bei der Rückkehr wurde diese Gruppe von der kroatischen Grenzwacht festgenommen, was ein großes mediales Echo auf beiden Seiten auslöste, da die Festnahme vom slowenischen Fernsehen gefilmt wurde.
Die kroatische Zollwache hat den Zugang zum Privatweg von Joras daraufhin mit massiven Blumenkübeln verbarrikadiert. Zuletzt wurde im Mai 2006 von einem slowenischen Gericht entschieden, dass diese Sperren zu entfernen seien. Der Bescheid wurde jedoch von den kroatischen Diplomaten nicht entgegengenommen. Nach der Entscheidung der Innenminister beider Staaten vom 25. Mai 2008 erhielt Joras einen Schlüssel für die Rampe, die am Schotterweg in der Nähe des Grenzübergangs Plovanija anstatt der Blumenkübel errichtet werden soll.

### Die Meeresgrenze zwischen Slowenien und Kroatien

#### Grenzziehung in der Bucht von Piran

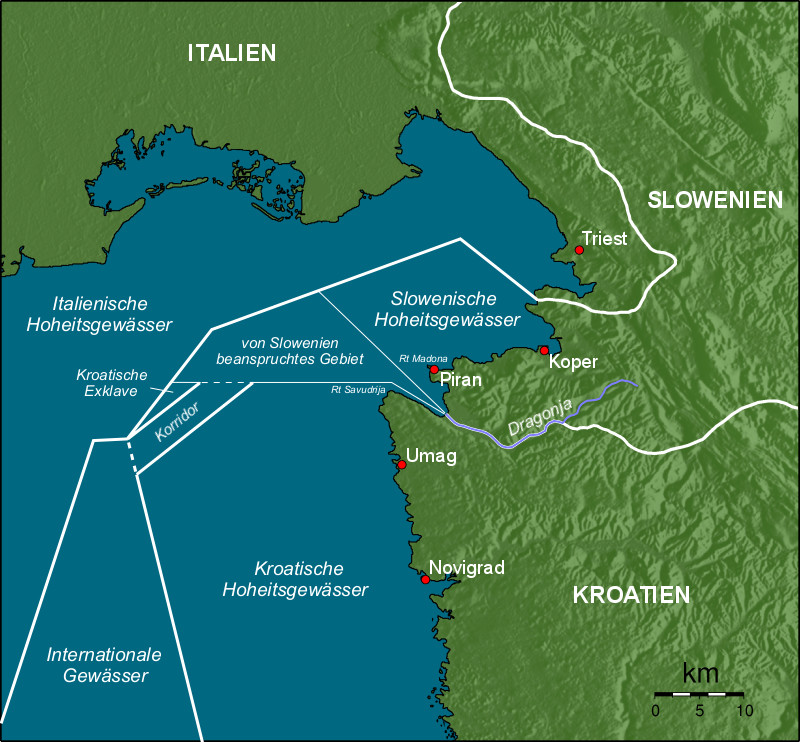
Der „Račan-Drnovšek-Plan“, welcher in Kroatien auf starke Ablehnung stieß.

Das größte Problem im Slowenisch-Kroatischen Grenzkonflikt stellt die Grenzziehung in der Bucht von Piran dar. Kroatien beruft sich dabei auf den Artikel 15 Satz 1 des 1982er Seerechtsübereinkommens, der – als Regelfall – eine Medianlinie als Grenze vorsieht:
Liegen die Küsten zweier Staaten einander gegenüber oder grenzen sie aneinander an, so ist mangels einer gegenteiligen Vereinbarung zwischen diesen beiden Staaten keiner von ihnen berechtigt, sein Küstenmeer über die Mittellinie auszudehnen, auf der jeder Punkt gleich weit von den nächstgelegenen Punkten der Basislinien entfernt ist, von denen aus die Breite des Küstenmeers jedes der beiden Staaten gemessen wird.
Slowenien beruft sich auf Satz 2 desselben Artikels 15 des Seerechtsübereinkommens, wonach auch andere Gesichtspunkte heranzuziehen sind:
Diese Bestimmung findet jedoch keine Anwendung, wenn es auf Grund historischer Rechtstitel oder anderer besonderer Umstände erforderlich ist, die Küstenmeere der beiden Staaten abweichend davon gegeneinander abzugrenzen.
Slowenien argumentiert, dass die Bucht von Piran schon bis 1991 zum großen Teil unter slowenischer Verwaltung stand und Slowenien infolge seiner Lage in der Bucht anderenfalls keinen Zugang zur freien See hätte. Kroatien argumentiert, dass slowenische Schiffe aufgrund des Rechts der friedlichen Durchfahrt ohnehin berechtigt sind, die kroatischen Seegebiete zu durchfahren.
2001 einigten sich die damaligen Ministerpräsidenten Sloweniens und Kroatiens, Janez Drnovšek und Ivica Račan, auf einen Kompromiss, der für Slowenien einen Zugang zu internationalen Gewässern und als Ausgleich die Abgabe einiger slowenischer Gebiete an Kroatien vorsah.
Der Vertrag wurde vom damaligen kroatischen Premierminister Račan paraphiert, aber da er von der kroatischen Öffentlichkeit heftig kritisiert wurde, vom kroatischen Parlament abgelehnt und nicht ratifiziert.
Im Januar 2012 einigten sich die beiden Staaten auf ein Schiedsgericht, das aus dem französischen Völkerrechtler Gilbert Guillaume, dem britischen Juristen Vaughan Lowe, dem deutsch-österreichischen Völkerrechtler Bruno Simma sowie dem von Kroatien vorgeschlagenen Juristen Budislav Vukas und dem von Slowenien nominierten Schiedsrichter Jernej Sekolec bestand. Nachdem im Juli 2015 ein konspiratives Gespräch zwischen Sekolec und Simona Drenik, der Vertreterin Sloweniens im Schiedsverfahren, von der serbischen Ausgabe von Newsweek veröffentlicht worden war, traten beide von ihren Funktionen beim Schiedsgericht zurück. Am 29. Juni 2017 fällte das Schiedsgericht sein Urteil, in dem es große Teile der Bucht Slowenien zusprach; da Kroatien jedoch zuvor das Verfahren verlassen hatte, kündigte der kroatische Regierungschef Andrej Plenković an, den Entscheid nicht anzuerkennen. Der daraufhin von Slowenien angerufene Europäische Gerichtshof erklärte sich 2020 für nicht zuständig.

#### Ökologisches Schutzgebiet

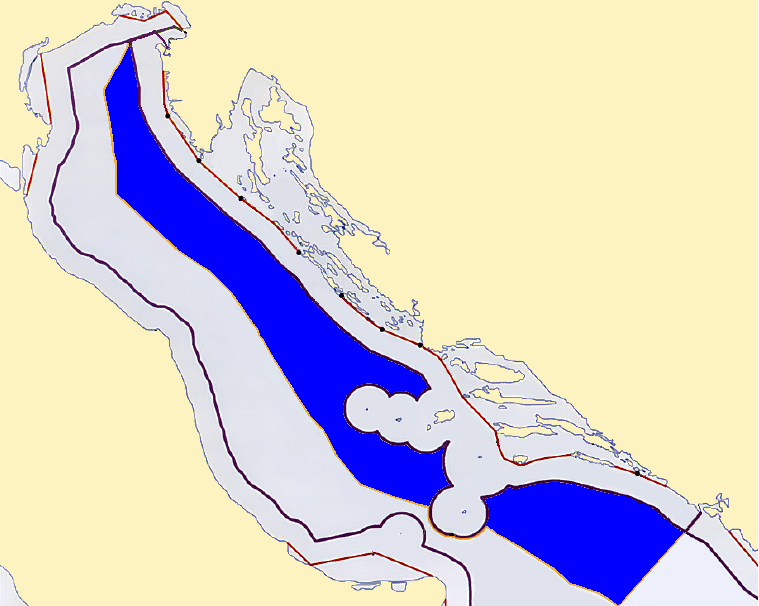
Politische Gliederung der oberen Adria
blau: kroatischer Anspruch einer Ausschließlichen Wirtschaftszone (Zaštićeni ekološko-ribolovni pojas, ZERP)

Kroatien erklärte 2004 das gesamte kroatische Meeresgebiet zu einem ökologischen Schutzgebiet und einer kontrollierten Fischfangzone, um die empfindliche Meeresfauna und Vegetation auf kroatischem Seegebiet zu schützen. Im Rahmen der Bedenken Sloweniens über die Errichtung einer ausschließlichen Wirtschaftszone in der Adria, kam es am 4. Juni 2004 zu einem Treffen der Adria-Trilaterale (Slowenien, Kroatien, Italien). Slowenien erachtet die kroatische Ausschließliche Wirtschaftszone als einseitige Vorherbestimmung (Präjudiz) der Grenzen zu diesem Staat.
In der vereinbarten Niederschrift, die vom einstigen kroatischen Staatssekretär im Außenministerium Hidajet Biščević unterzeichnet wurde, wurde festgelegt, dass sich Kroatien der Aktivierung der ausschließlichen ökologischen und fischereirechtlichen Zone (ZERP) auf europäische Staatsbürger und rechtliche Personen enthält, solange im Rahmen der Beitrittsverhandlungen dies bei den fischereirechtlichen Verhandlungen nicht geregelt wird. Im Gegenzug wurde Kroatien der Beginn von Beitrittsverhandlungen zugesagt.
Trotzdem wollte Kroatien die ausschließliche Fischereizone am 1. Januar 2008 vollständig aktivieren, da bereits 2007 abnehmende Fischbestände in der gesamten Adria beobachtet werden konnten. Insbesondere die Kroatische Bauernpartei hielt daran fest, dass die Ausschließliche Wirtschaftszone Kroatiens in der Adria auch auf EU-Bürger angewandt werden sollte. Slowenien und die EU drohten 5 bis 6 Verhandlungskapitel einzufrieren, falls Kroatien die Ausschließliche Wirtschaftszone (ZERP) weiterhin anwenden sollte. Die kroatische Regierung verfügte daraufhin im Februar 2008, dass die ökologische Schutzzone bestehen bleibt, jedoch nicht auf die Mitgliedstaaten der EU angewandt wird.
Slowenien rief seinerseits am 21. Februar 2006 eine ausschließliche Wirtschaftszone aus.
Das Gesetz wurde unmittelbar nach Ausrufung von kroatischer Seite als nichtig erklärt, da es nach kroatischer Auffassung einen slowenischen Seerechtseinfluss bis südlich nach Poreč auf Istrien vorsieht.

#### Abkommen zur Verhinderung von Grenzzwischenfällen
Im Juni 2005 einigten sich der slowenische Außenminister Dimitrij Rupel und seine kroatische Amtskollegin Kolinda Grabar-Kitarović auf eine Erklärung zur Verhinderung von Grenzzwischenfällen.

#### Slowenische Proteste und Institut für Bewahrung des Volkserbes
Anfang 2007 verlängerte das kroatische Parlament dem Mineralölunternehmen INA die Konzession für die Nutzung von Erdgasvorkommen in der nördlichen Adria, ein Gebiet 45 km westlich von Pula in kroatischen Gewässern. Die slowenische Regierung schickte daraufhin eine Protestnote nach Zagreb, in der sie ihren Unmut darüber äußerte, dass „dies ein weiterer der zahlreichen Versuche sei, mit denen Kroatien die zwischenstaatlichen Meeresgrenzen, wie auch die dazugehörigen territorialen Gewässer, den Meeresgrund und den darunter befindlichen Grund zu präjudizieren trachte“.
Der einstige Vize-Premierminister Sloweniens Marjan Podobnik (SLS) gründete 2007 das Zavod 25. junij – Zavod za varovanje narodne dediščine (dt. Institut 25. Juni – Institut für Bewahrung des Volkserbes, Bezug nehmend auf den 25. Juni 1991, dem Tag der Unabhängigkeitserklärung Sloweniens), welches sich für eine Änderung der bestehenden Grenzen engagiert.

#### Die Frage eines Schiedsgerichts
Kroatien verschärfte ab 2007 sein diplomatisches Vorgehen. Slowenien stieße sich kontinuierlich an dem Gutachten der Badinter-Schiedskommission von 1992, welches Kroatien seinerseits ohne Vorbehalte akzeptierte. Die slowenische Regierung beharrte in ihren Aussagen stets auf dem „Stand vom 25. Juni 1991“, dem Tag der Unabhängigkeitserklärung Sloweniens und Kroatiens. Proteste an die Adresse der EU oder der UNO werden nicht ausgeschlossen.
Die Premierminister beider Staaten einigten sich in Bled darauf („Abkommen von Bled“), sich in der Grenzfrage an ein internationales Schiedsgericht zu wenden. Jeder Staat sollte vor diesem Schiedsgericht seine eigenen Argumente vorbringen.
Kroatien wünschte seit dem slowenischen Veto im Dezember 2008 die Anwesenheit der EU in bilateralen Gesprächen zum Grenzkonflikt. Der slowenische Präsident Danilo Türk bevorzugt ein Schlichtungsverfahren anstelle eines Schiedsgerichts.

#### Veto Sloweniens
Am 19. Dezember 2008 legte Slowenien beim Treffen der EU-Außenminister sein Veto gegen das Eröffnen weiterer Verhandlungskapitel über eine Mitgliedschaft Kroatiens in der Europäischen Union ein. Slowenien begründet das Veto mit angeblichen kroatischen Gebietsansprüchen auf slowenisches Territorium. Die kroatische Regierung, wie auch der kroatische Präsident, und der Rechtsbeirat des EU-Rates erklärten im Vorfeld, dass die Grenzziehung gegenüber Slowenien in keinem kroatischen Dokument präjudiziert wird. Slowenien benutzte im Rat der EU seine Stellung als EU-Mitgliedstaat dafür, Kroatiens EU-Beitrittsdatum auf unbestimmte Dauer zu verschieben oder sogar einen EU-Beitritt zu verhindern. Die kroatische Öffentlichkeit reagierte in der Folge verärgert über das Verhalten des Nachbarn, mit dem man einst – laut Präsident Stjepan Mesić – einen gemeinsamen Staat teilte und mit dem man viele kulturelle Werte und jahrtausendealte Traditionen teilt. In Kroatien mehrten sich unmittelbar nach dem slowenischen Veto die Stimmen, slowenische Waren in Zukunft zu boykottieren, woraufhin der kroatische Premierminister und Präsident an die Vernunft der Bürger appellierten.

#### Schiedsgerichtsverfahren
Am 10. September 2009 kündigte der slowenische Ministerpräsident Borut Pahor die Aufhebung des Vetos an. Vorausgegangen waren Gespräche mit seiner kroatischen Kollegin Jadranka Kosor, in denen sich Kroatien dazu verpflichtet, sämtliche Dokumente zurückzuziehen, die eine Grenze zwischen Kroatien und Slowenien präjudizieren. Dadurch wird die Frage der Beitrittsverhandlungen vom Grenzstreit getrennt. Die finale Grenzziehung soll danach in einem von der EU unterstützten Schiedsgericht geklärt werden, entsprechend dem Vorschlag von Olli Rehn. Einzig der außenpolitische Ausschuss des slowenischen Parlaments musste diesem Schritt noch zustimmen, was er am 29. September einstimmig tat. Das Abkommen über ein Schiedsgerichtsverfahren wurde am 4. November 2009 von den beiden Ministerpräsidenten in Anwesenheit des schwedischen Premierministers und amtierenden Vorsitzenden des Europäischen Rats Fredrik Reinfeldt in Stockholm unterzeichnet, was auf slowenischer Seite durch ein knappes Referendum am 6. Juni 2010 bestätigt wurde. An den Schiedsspruch von 2017 des von beiden Staaten vereinbarten internationalen Schiedsgerichtsverfahren sieht sich Kroatien nicht gebunden.

## Sonstige Konflikte

### Spareinlagen bei der slowenischen Ljubljanska banka
Nach dem Zerfall Jugoslawiens ist der Verbleib von ungefähr 60 Millionen US$ Spareinlagen der kroatischen Bürger bei der Zagreber Filiale der Ljubljanska banka (jetzt Nova Ljubljanska Banka) ungeklärt geblieben. Kroatien beschuldigt Slowenien, sie habe Spareinlagen nach Slowenien transferiert. Slowenien weist jegliche Schuld von sich und beharrt auf dem Standpunkt, die Spareinlagen seien mit der kroatischen Unabhängigkeit an Kroatien übergegangen. Kroatien fordert eine Refundierung der Spareinlagen gegenüber allen Sparern der Ljubljanska banka. Wegen der undurchsichtigen Lage zeichnet sich noch keine Lösung ab.

### Kernkraftwerk Krško in Slowenien
Das Kernkraftwerk Krško ist ein weiterer Streitpunkt zwischen Kroatien und Slowenien. Es wurde zu Zeiten des ehemaligen Jugoslawien unter gemeinsamer Beteiligung Sloweniens und Kroatiens gebaut (50:50-Beteiligung) und ist weiterhin im Eigentum beider Staaten.

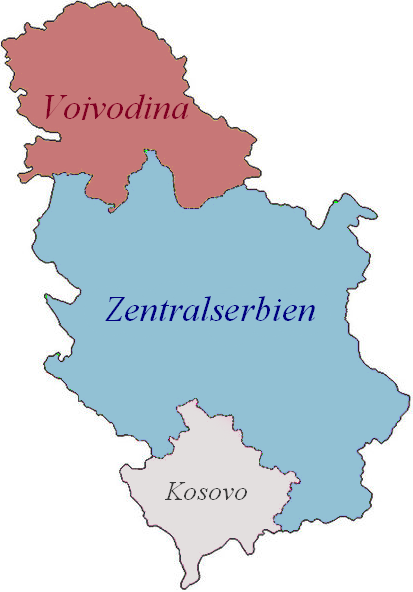
Die Provinzen Serbiens (der offizielle Name der Provinz im Süden lautet Kosovo und Metochien, weil sie nach serbischer Ansicht völkerrechtlich ein Teil Serbiens ist. Kosovo ist eine von internationalen Organisationen verwendete Bezeichnung.)

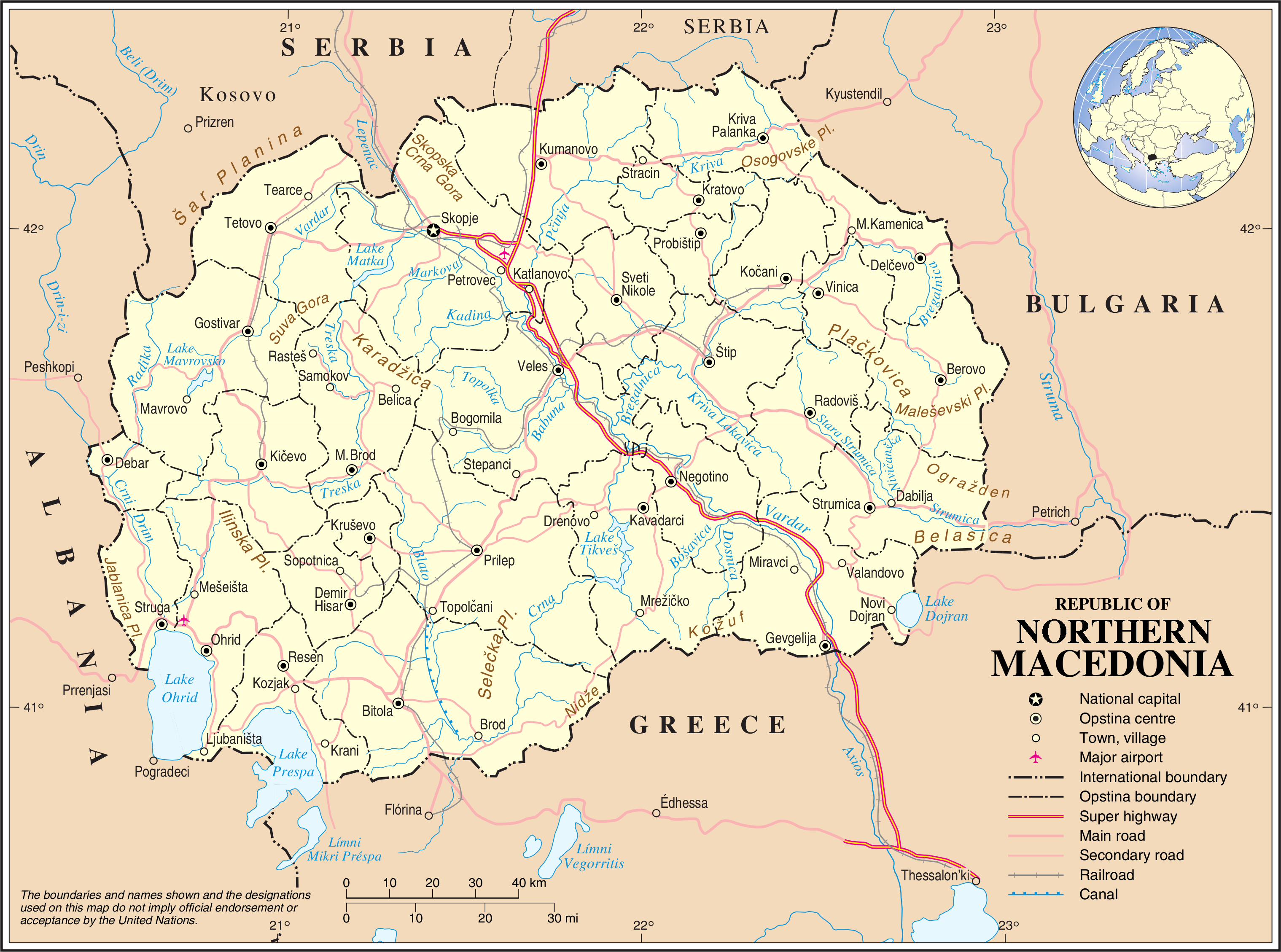
Nordmazedonien

### Kosovokonflikt und Albanerfrage
Das Kosovo erhielt 1974 auf Druck der dortigen albanischen Mehrheit und des offiziellen Albaniens unter Enver Hoxha den Status einer autonomen Region innerhalb Serbiens. Die Provinz unterstand Serbien zwar formell, genoss jedoch ein hohes Maß an Autonomie: von einem eigenen Regionalparlament bis hin zum Recht auf universitäre Ausbildung in albanischer Sprache. Im Gegensatz zu den sechs Teilrepubliken Jugoslawiens, die laut Verfassung ein Recht auf Sezession hatten, und von der Badinter-Kommission 1991 als Nachfolgestaaten Jugoslawiens anerkannt wurden, gestand man der albanischen Mehrheit in Kosovo kein Recht auf Selbstbestimmung oder Sezession zu, unter anderem weil Albaner bereits einen Nationalstaat haben (Albanien) und das Kosovo in der Sozialistischen Föderativen Republik Jugoslawien nicht den Status einer Teilrepublik innehatte.
Im Zuge einer Anpassung der territorialen Ordnung Serbiens an die geänderten Rahmenbedingungen nach dem Zerfall Jugoslawiens wurden einige Kompetenzen der Provinz unter Zustimmung der Regionalparlamente Kosovos und Vojvodinas in einer Verfassungsänderung eingeschränkt. So wurden etwa die Kompetenzen Kosovos bei der Landesverteidigung eingeschränkt. Dem gegenüber standen Sezessionsbestrebungen der UÇK, die den Konflikt erfolgreich internationalisierte.

### Sukzession, Restitution und Reparation
Alle Nachfolgestaaten haben sich zur Rückgabe gewisser Kulturgüter in das jeweilige Ursprungsland verpflichtet. Der Prozess der Restitution ist aber oft langwierig. Es existieren diverse Sukzessionsabkommen.
Über das Ausmaß an Entschädigungs- oder Reparationszahlungen gegenüber Kriegsopfern oder die Begleichung der Kriegsschäden wurde bisher nur wenig bis gar nicht gesprochen.

## Internationale Konflikte mit Staaten außerhalb des ehemaligen jugoslawischen Raumes

### Namensstreit zwischen Griechenland und Mazedonien
Dieser Konflikt bestand seit der Begründung der Republik Mazedonien (Makedonija) aus der jugoslawischen Teilrepublik Mazedonien 1991, weil es eine griechische Region Makedonien (Makedonía) gibt. Griechenland fürchtete separatistische Einflüsse im Norden. Es wurde daher 1993 ein zwischenzeitlicher Kompromiss gefunden, dass der Nachfolgestaat unter dem  Behelf des international-amtlichen Landesnamens The former Yugoslav Republic of Macedonia (F.Y.R.O.M., dt. Die ehemalige jugoslawische Republik Mazedonien) anerkannt werden sollte. Diese Frage war bis 2015 im Rahmen der Westbalkankonferenzen in absehbarer Klärung, wurde aber durch die Ereignisse der EU-Flüchtlingskrise auf der Balkanroute neuerlichen bilateralen Spannungen unterworfen. Der Konflikt endete im Februar 2019, als der Staat den neuen Namen Nordmazedonien annahm.

### Konflikte mit Italien

#### Historische Vorgeschichte zu den Konflikten mit Italien
Zwischen 1943 und 1950 und in einem weiteren Schub nach 1954 wanderten zwischen 200.000 und 350.000 Italiener aus jugoslawisch-kontrollierten Gebieten (wie aus dem Freien Territorium Triest) in italienische Gebiete. Umgekehrt wanderten viele Slowenen und Kroaten nach Jugoslawien.
Die unterschiedliche Wahrnehmung dieser Bewegung schlug sich auch in den Sprachregelungen nieder: So wurden die italienischen Auswanderer in Jugoslawien „Optanten“ genannt (ähnlich wie die Südtiroler Optanten), in Italien nannte man sie dagegen „Exilierte“ bzw. „Vertriebene“ (ital. und kroat. esuli).

#### Slowenisch-italienische Konflikte
Mit dem EU-Beitritt Sloweniens verpflichtete sich Slowenien dazu, Entschädigungszahlungen für die Vertreibung der italienischen Bevölkerung vorzunehmen. Italien weigerte sich jedoch, diese Zahlungen anzunehmen, da viele Vertriebene nach wie vor nicht auf das Eigentumsrecht an ihren ehemaligen Besitzungen verzichten wollen. Slowenien zahlte daher die Entschädigung auf ein bestimmtes Konto ein, auf dem noch immer eine beachtliche Summe vorhanden ist, welche nie vom italienischen Staat entgegengenommen wurde.

#### Italienisches Staatsbürgerschaftsgesetz
Die italienische Regierung unter Silvio Berlusconi hat 2006 das Staatsbürgerschaftsgesetz novelliert, das nunmehr vorsieht, dass alle Italiener, die außerhalb des italienischen Staatsgebietes leben, auch für die Zeit vor 1945 nachträglich das Recht auf italienische Staatsbürgerschaft erhalten. Der kroatische Präsident und der Premierminister äußerten sich dazu kritisch, weil damit alteingesessene kroatische Staatsbürger dazu verleitet würden, ihre Staatsbürgerschaft aus wirtschaftlichen Interessen zu wechseln. Kroatien sieht darin eine Möglichkeit zur leichteren Übernahme kroatischen Besitzes.

#### Foibe-Massaker
Unter dem Begriff Foibe-Massaker versteht man Kriegsverbrechen, die im und nach dem Zweiten Weltkrieg geschahen. Damals verübten jugoslawische Partisanen als Rache Verbrechen an der italienischen Bevölkerung in den istrischen und dalmatinischen Küstengebieten. Die Opfer wurden dabei in Karsthöhlen, sogenannte Foiben geworfen. Opfer dieser Massaker waren vorwiegend Nichtkommunisten, die sich gegen das kommunistische Jugoslawien stellten oder von den neuen Machthabern auch nur als mögliche Gefahr angesehen wurden. Weitere Motive waren ethnische Säuberungsmaßnahmen gegen den italienischsprachigen Bevölkerungsteil und persönliche Racheakte. Genaue Opferzahlen sind nicht bekannt, Schätzungen verschiedener Historiker liegen zwischen 5.000 und 21.000 Toten, teilweise inklusive der in den jugoslawischen Lagern umgekommenen Italiener.
Der italienische Staatspräsident Giorgio Napolitano sprach am 60. Jahrestag der Pariser Friedenskonferenz vom Foibe-Massaker als einer „Jahrhundert-Barbarei“. Er klagte über „blutrünstigen slawischen Hass“, „ethnische Säuberungen“ und „annexionistische Tendenzen“. Der kroatische Staatspräsident Stjepan Mesić reagierte mit Bestürzung auf derartige Aussagen von italienischer Seite. Er sagte, darin seien die Anzeichen von offenem Rassismus, historischem Revisionismus und politischem Revanchismus unübersehbar, und es sei schwer, dies in Einklang mit dem deklarierten Wunsch zur Verbesserung der bilateralen Beziehungen beider Staaten zu bringen.